# Заказник
Заказник се нарича държавна природна защитена територия, определена със закон в Русия, Украйна и още няколко страни от бившия СССР. За разлика от резерватите под охрана се намира не целият природен комплекс, а отделни негови части: например само растенията или животните, само отделни видове или отделни исторически и геоложки обекти.
В Русия заказниците са регламентирани със „Закона за особено охраняемите територии“ от 1995 г.
Съгласно него заказниците представляват територии или акватории с особено значение за съхранение и възстановяване на природата или отделни нейни компоненти, поддържащи екологичния баланс. Те биват от федерално или регионално значение. Управлението им се осигурява от специално създадена администрация.
Забранено е извършването на всякаква стопанска дейност освен ако тя не противоречи на целите на създаването на заказника или не вреди на природните комплекси или компоненти. Допуска се използване на природните ресурси в заказници от представители на коренното население според традиционните му екстензивни методи.
В Русия съществуват 69 заказника от федерално значение с обща площ около 170 000 km², намиращи се в 45 административни субекта на федерацията. Заказниците от регионално естество са почти 12 хиляди.